# ホセ・カスティリョ・ラウレル5世
ホセ・カスティリョ・ラウレル5世（Jose Castillo Laurel V、1944年9月17日 - 2024年11月27日）は、フィリピンの外交官。第15代駐日フィリピン大使。

## 経歴
ルソン島バタンガスに生まれ、幼少期を日本で過ごす。祖父はフィリピン共和国第3代大統領のホセ・ラウレル。父は駐日大使のホセ・S・ラウレル3世。
デラサール大学で社会学士、経営学士、経営学修士（MBA）を取得。
2017年6月9日、皇居で天皇に信任状を捧呈し、駐日大使として正式に就任した。
2019年10月22日、皇居正殿松の間で天皇の代替わりによる即位礼正殿の儀が執り行われ、ロドリゴ・ドゥテルテ大統領およびその娘サラ・ドゥテルテと共に参列した。なお、饗宴の儀では、事故で負傷したため出席を見合わせた大統領に代わって、サラ・ドゥテルテがフィリピン代表として参列している。
2022年9月、旭日大綬章を受章。
2024年11月27日、死去。80歳没。